# Taille du Membre Indexée
 (août 2011).
Taille du Membre Indexée (T.M.I. en VO) est le quatrième épisode de la quinzième saison de la série télévisée d'animation américaine South Park.

## Synopsis
À l’école, Cartman fait un scandale dans la cafétéria et annonce aux élèves que la direction a affiché au mur la taille des sexes des garçons. Ulcéré de se voir attribué la plus petite taille, il force les élèves à de nouvelles mesures pour corriger le tableau mais il termine toujours avec le plus petit sexe, ce qui attise sa colère. Dans le bureau de la Principale Victoria, il apprend que le premier tableau ne parlait que des centimètres gagnés en taille par les élèves. Comprenant qu’il s’est humilié lui-même, il est envoyé consulter un psychiatre qui essaye de l’énerver avec des allusions sur son obésité. Cartman ne semble pas réagir et pianote sur un téléphone qu’il a pris au psy en cachette. Le psy en conclut qu’Eric est normal mais avant de le renvoyer en classe, sa femme en colère l’appelle et l’accuse de pédophilie à la suite d'un texto envoyé par Cartman avant de se suicider au téléphone. Cartman rappelle son grand principe à respecter : il n’est pas gros, il a une ossature lourde. Cartman est envoyé en thérapie pour gérer sa colère et y retrouve entre autres un des gothique et Tuong du City Wok. Les discussions montrent que tous ont en commun un sexe plus petit que la moyenne. Randy Marsh donne un cours aux garçons pour leur enseigner une formule qui permet à tout homme doté d’un petit sexe d’avoir un résultat l’incluant dans la norme. Il se met en colère quand la ministre de la santé des États-Unis corrige la formule fausse selon elle, qui fait que Randy se retrouve en possession d’un petit pénis. Randy est envoyé dans le groupe de thérapie, où sa colère initie un mouvement violent. Le groupe investit un entrepôt FedEx et le mettent à sac, croyant être dans un bâtiment gouvernemental. Le groupe exige la démission de la ministre, la publication du vrai certificat de naissance d’Obama et que Kyle Broflovski soit agressé (exigence de Cartman). Le mouvement s’étend dans le pays et même Butters rejoint le mouvement qui met à sac tous les entrepôts FedEx. La ministre fait alors une allocuation télévisée où elle joue avec les mots en redéfinissant le terme "normal" pour désigner la taille du pénis. Le groupe se sépare, satisfait, sauf Cartman qui se trouve toujours sous la moyenne même avec la nouvelle définition.

## Le système T.M.I.
Randy Marsh indique aux élèves qu'ils peuvent obtenir leur T.M.I. grâce à la formule suivante :

« La longueur par le diamètre plus le poids divisé par la masse le tout divisé par l'angle de l'inclinaison au carré. »

d'où : 
{\displaystyle {L\times d+{W \over G} \over \angle {\alpha }_{t}^{2}}\,\!}
Toutefois, selon Rebecca Turnoud, médecin de la sexualité et du comportement, la bonne équation est :

« La longueur par la circonférence sur l'angle de la verge divisé par la masse sur la largeur. »

d'où : 
{\displaystyle {{L\times G \over \angle {\alpha }_{s}}\div {M \over W}}}
On notera toutefois grâce à une simple analyse dimensionnelle qu'aucune des deux formules n'est juste et qu'elles ne peuvent fournir un résultat cohérent. En effet la formule de Randy additionne une longueur au carré et une accélération (poids divisé par masse soit l'accélération normale de la pesanteur terrestre) ce qui est contraire au principe de réunion de quantités tandis que la deuxième formule retourne une valeur en mètres cubes par radian par kilogramme.